# Stjepan Cvijić
Stjepan Cvijić (ur. 20 lipca 1905 w Zagrzebiu, zm. listopad 1938 w Moskwie) – jugosłowiański polityk komunistyczny narodowości chorwackiej, publicysta, ofiara czystek stalinowskich.

## Życiorys
Od 1921 roku był członkiem Komunistycznej Partii Jugosławii (KPJ). Był także członkiem kierownictwa Związku Komunistycznej Młodzieży Jugosławii (SKOJ) w Chorwacji i Slawonii. W 1924 roku rozpoczął studia na moskiewskim Uniwersytecie Komunistycznym im. Jakowa Swierdłowa, które ukończył w 1928 roku. Następnie nielegalnie przedostał się do Chorwacji.
Prowadził działalność agitacyjną na terenie Dalmacji – w Splicie, Gradacu i Metkoviciu. W Dubrowniku został aresztowany. Po ucieczce z aresztu udał się na emigrację i mieszkał kolejno w Wiedniu, Paryżu, Berlinie i Moskwie. W 1934 roku został sekretarzem organizacyjnym Młodzieżowej Międzynarodówki Komunistycznej. Rok później został również członkiem Komitetu Centralnego KPJ i Komitetu Wykonawczego Międzynarodówki Komunistycznej (z ramienia KPJ). W 1936 roku został wydalony z KC KPJ i wyjechał do Stanów Zjednoczonych. W 1937 roku w Kanadzie opublikował książę Radnička klasa i hrvatski narodni pokret. W 1938 roku przez Hiszpanię i Francję powrócił do Moskwy. Padł ofiarą stalinowskiej czystki i zmarł w niewoli.
Był młodszym bratem Đura, także komunisty.